# Tony Cliff
Tony Cliff, właśc. Yigael Gluckstein (ur. 20 maja 1917 w Zichron Ja’akow, zm. 9 kwietnia 2000 w Londynie) – polityk lewicowy, trockista.

## Wczesna działalność
Urodzony na terenie Palestyny w rodzinie zwolenników syjonizmu, zaczął swoją polityczną aktywność jako członek grupy syjonistycznej. Już jako nastolatek zraził się jednak do tej ideologii i związał się z nielegalną Rewolucyjną Ligą Komunistyczną, głosząc marksizm jako alternatywę dla syjonizmu i nacjonalizmu. Od szesnastego roku życia oficjalnie określał się jako trockista i przeciwnik ustroju panującego w ZSRR. Pod koniec II wojny światowej, widząc słabe perspektywy komunizmu w regionie, wyemigrował do Wielkiej Brytanii. Przez całe lata 50. mieszkał na jej terytorium oraz w Irlandii nielegalnie, kilkakrotnie zatrzymywany, posługując się różnymi fałszywymi nazwiskami. Pisał do socjalistycznej prasy jako Roger Tenant, Sakhry, Lee Rock, zanim na stałe przyjął pseudonim Tony Cliff.

## Rewolucyjna Partia Komunistyczna
W czasie kolejnego pobytu w Londynie w latach 50. Cliff dołączył do Rewolucyjnej Partii Komunistycznej (RCP) i szybko znalazł się w jej kierownictwie. Brał udział w wewnątrzpartyjnych dyskusjach związanych ze stosunkiem trockistów do ZSRR, jego ekspansji terytorialnej oraz faktu podporządkowania sobie politycznie kolejnych krajów Europy Wschodniej. Tony Cliff dokonał wówczas własnej analizy stosunków społecznych panujących w tych państwach i zaprezentował teorię kapitalizmu państwowego, która nie była zgodna z oficjalnym stanowiskiem IV Międzynarodówki.

## Dysydent
Teoria państwowego kapitalizmu wywołała pierwszy poważny rozłam ideowy w środowiskach trockistowskich, które do tej pory, idąc za pismami Trockiego, były raczej jednomyślne w kwestii oceny ZSRR jako zdegenerowanego państwa robotniczego (Cliff skrytykował tę teorię), natomiast kraje Bloku Wschodniego nazywały zdeformowanymi państwami robotniczymi (dla Cliffa były to kraje kapitalistyczne). Cliff odżegnywał się od wszelkich powiązań swojej teorii z wcześniejszymi koncepcjami kolektywizmu biurokratycznego, obecnymi w Socjalistycznej Partii Robotniczej (sekcji amerykańskiej), którą skrytykował. Teoria Cliffa została ostro skrytykowana przez kierownictwo IV Międzynarodówki, które uznało ją za zbyt daleko idącą rewizję myśli trockistowskiej. W konsekwencji Cliff musiał opuścić RCP. Ponownie mając problemy z pozostaniem w Wielkiej Brytanii, Cliff do 1952 mieszkał w Irlandii. Wyrzucony z RCP, dołączył do grupy Gerry'ego Healy'ego o nazwie Klub, jednak również tam on i jego zwolennicy nie zagrzali długo miejsca, wyrzuceni na skutek swoich poglądów na wojnę koreańską, ponieważ Cliff wraz z grupą sprzeciwili się popieraniu Rosji (oraz USA w tej wojnie).

## Socialist Review
W 1950 Cliff współtworzył grupę trockistowską o nazwie Socialist Review, wydającą czasopismo o tej samej nazwie. Przez cały okres lat 50. był jej głównym ideologiem i autorem artykułów. W latach 1960–1962 czasopismo nosiło tytuł „International Socialism”, po czym przestało się ukazywać. W tym czasie grupa liczyła około stu osób, by na przestrzeni piętnastu lat wzrosnąć liczebnie do trzech tysięcy (wyłącznie według własnych danych) i zarejestrować się pod nazwą Socialist Workers Party. Nigdy nie związała się z IV Międzynarodówką, za to należała do grup inicjatywnych Tendencji Międzynarodowych Socjalistów.
Myśl Cliffa nigdy nie zyskała szerszego poparcia w ruchu trockistowskim, a inne odłamy tego ruchu nie uważają jej nawet za trockistowską, czy nawet za koncept niemarksistowski, manipulujący pojęciami i dokonujący zbyt ostrych uogólnień. Zaznaczają oni niewłaściwe użycie terminu kapitalizm, który jako system oparty na grze wolnorynkowej nie może być państwowy, czyli kontrolowany przez biurokrację i pozbawiony tym samym swoich najistotniejszych wyróżników.

## Życie prywatne
Cliff był żonaty z Chanie Rosenburg, aktywistką związków zawodowych nauczycieli oraz SWP. Mieli czwórkę dzieci, z których trójka działa w organizacjach zakładanych przez ojca, a syn Daniel był współautorem jego książki pt. Marksizm i walki związków zawodowych: Strajk generalny w 1926 r..